# Милан — Сан-Ремо 1980
71-й выпуск Милан — Сан-Ремо — шоссейной однодневной велогонки по дорогам в Италии. Гонка длиной 288 километров со стартом Милане и финишом в Сан-Ремо была проведена 16 марта 1980 года.

## Участники
| Профессиональные велокоманды (25)- Magniflex-Olmo - Gis Gelati - TI-Raleigh-Creda - Splendor-Admiral - Boule d'Or-Sunair-Colnago - Sanson-Campagnolo - Peugeot-Esso-Michelin - Teka - San Giacomo-Benotto - La Redoute-Motobécane - Puch-Sem-Campagnolo - Inoxpran - Bianchi-Piaggio - IJsboerke-Warncke Eis - Marc-Carlos-V.R.D.-Woningbouw - Hoonved-Bottecchia - Kondor-Campagnolo - Vermeer-Thijs-Mini-Flat - DAF Trucks-Lejeune - Fosforera-Vereco-Campagnolo - Cilo-Aufina - Reynolds - Eurobouw-Cambio Rino - Famcucine-Campagnolo - Boston-IFI-Mavic |
| |

## Маршрут
Дистанция гонки составила 288 километров.

## Ход гонки
Несмотря на пасмурную погоду старт состоялся в 09:30. Первый отрыв провёл Джованни Баттальин (Giovanni Battaglin). Его атаку подхватили два гонщика, однако пелотон догнал убежавших. В 19 километрах от старта, в Чертоза ди Павия (Certosa di Pavia), следующую атаку провёл 23-летний Тулльио Бертакко (Tullio Bertacco). К нему начали перекладываться два велосипедиста: Анджело Тосони (Angelo Tosoni) и Этьен Де Бёель (Etienne De Beule). Убежавшие достигли отрыва над пелотоном в 11 минут 41 секунду на вершине Пассо дель Туркино (Passo del Turchino). Здесь Бертакко был первым. Тройка лидеров, достигнув Аренццано (Arenzano), имела преимущество над пелотоном уже в 12 минут 38 секунд.
Активные действия пелотона, начавшиеся примерно за 90 км до финиша привели к сокращению отрыва: в Финале-Лигуре (Finale Ligure) — 9 минут 25 секунд, в Чериале (Ceriale) — 7 минут 12 секунд. У подъемов Капи (Capi), которые являлись переломными для гонки, отрыв составлял 5 минут 33 секунды.
Столкновение Тосони и Бертакоо приводит к их падению. Пока они не вернулись в гонку, Де Бёель ожидал упавших гонщиков. За 36 километров до финиша, на подъеме Капо Берта (Capo Berta), преимущество отрыва над пелотом всё ещё составляло 3 минуты. Тосони начал отставать, и Де Бёель и Бертакко за 15 километров до финиша продолжили борьбу за лидерство.
В то же время в пелотоне, у Арма ди Таджа (Arma di Taggia), нерасторопные действия гонщиков на узком участке дороги привели к массовому завалу с участием около 50 спортсменов. Мишель Поллантье (Michel Pollentier), вовремя среагировал и объехал завал с группой уцелевших гонщиков. Перед началом решающего подъёма Поджио ди Сан-Ремо (Poggio di San Remo) эта группа догнала отрыв. Попытки атак на подъёме не привели к чьему-либо успеху.
В сформировавшейся спринтерской группе из 15 гонщиков за 250 метров до финиша атаку предпринимает трехкратный (1973, 1978, 1979) победитель гонки Роже де Вламинк (Roger De Vlaeminck). У него на колесе расположился чемпион мира, победитель Милан — Сан-Ремо-1977 Ян Рас (Jan Raas). Пока пара чемпионов боролись друг с другом, они не уследили за Пьерино Гавации (Pierino Gavazzi), который, совершив рывок, стал победителем гонки. Вторым, третий год подряд, финишировал Джузеппе Саронни, а Ян Рас становится третьим.

## Результаты
| \| Генеральная классификация \| Генеральная классификация \| Генеральная классификация \| Генеральная классификация \| Генеральная классификация \| \| Гонщик \| Гонщик \| Команда \| Время \| \| \| ------------------------- \| ------------------------- \| -------------------------- \| ------------------------- \| ------------------------- \| \| 1-й \| Пьерино Гавацци \| Magniflex-Olmo \| 6ч 42' 07 \| \| \| 2-й \| Джузеппе Саронни \| Gis Gelati \| + 0 \| \| \| 3-й \| Ян Рас \| TI-Raleigh-Creda \| + 0 \| \| \| 4-й \| Шон Келли \| Splendor-Admiral \| + 0 \| \| \| 5-й \| Роже Де Вламинк \| Boule d'Or-Studio Casa \| + 0 \| \| \| 6-й \| Франческо Мозер \| Sanson-Campagnolo \| + 0 \| \| \| 7-й \| Жак Боссис \| Peugeot-Esso-Michelin \| + 0 \| \| \| 8-й \| Клаус-Петер Талер \| Teka \| + 0 \| \| \| 9-й \| Джузеппе Мартинелли \| Mobili San Giacomo-Benotto \| + 0 \| \| \| 10-й \| Альфонс Де Вольф \| Boule d'Or-Studio Casa \| + 0 \| \| \| 11-й \| Пол Шервен \| La Redoute-Motobécane \| + 0 \| \| |                     |                            |           |
| |                     |                            |           |
| Источники: ProCyclingStats Cycling Archives |                     |                            |           |
| Генеральная классификация |                     |                            |           |
| Гонщик | Гонщик              | Команда                    | Время     |
| 1-й | Пьерино Гавацци     | Magniflex-Olmo             | 6ч 42' 07 |
| 2-й | Джузеппе Саронни    | Gis Gelati                 | + 0       |
| 3-й | Ян Рас              | TI-Raleigh-Creda           | + 0       |
| 4-й | Шон Келли           | Splendor-Admiral           | + 0       |
| 5-й | Роже Де Вламинк     | Boule d'Or-Studio Casa     | + 0       |
| 6-й | Франческо Мозер     | Sanson-Campagnolo          | + 0       |
| 7-й | Жак Боссис          | Peugeot-Esso-Michelin      | + 0       |
| 8-й | Клаус-Петер Талер   | Teka                       | + 0       |
| 9-й | Джузеппе Мартинелли | Mobili San Giacomo-Benotto | + 0       |
| 10-й | Альфонс Де Вольф    | Boule d'Or-Studio Casa     | + 0       |
| 11-й | Пол Шервен          | La Redoute-Motobécane      | + 0       |